# Грязевики (жуки)
Грязевики (лат. Cercyon) — род жесткокрылых семейства водолюбов подсемейства Sphaeridiinae.

## Внешнее строение
Жуки яйцевидной формы длиной до 4 мм. Усики булавовидные, состоят из 9 члеников. Усиковые впадины разделены. Верхняя челюсть у самцов с присоской. На надкрыльях имеются продольные бороздки из точек. На нижней стороне передне- и среднегруди имеется продольный киль. У личинок ротовые органы направлены вперёд. Верхние челюсти асимметричные. Простые глазки слиты. Ноги укорочены. Сегменты брюшка с восьмого по десятый образуют дыхательную камеру.

## Биология
Представители рода живут в наземных увлажнённых местообитаниях. Питаются разлагающейся органикой, в том числе опавшими листьями и экскрементами млекопитающих. Личинки ряда видов (Cercyon littoralis и Cercyon  depressus) могут поедать олигохет и личинок двукрылых. Некоторые виды стали синантропами. Имаго активны в ночное время, привлекаются светом.

## Классификация
В мировой фауне 256 вида в 11 подродах

## Распространение
Род имеет космополитное распространение. Установлено, что деятельность человека привела к расширению ареала 16 видов рода, первоначально встречавшихся в Палеарктике.